# Rajkai Andrea
Rajkai Andrea (Veszprém, 1968. július 16. – ) háromszoros világbajnok és ötszörös Európa-bajnok taekwondózó.

## Életpályája
Gyermekkorában először atletizált, és megismerkedett a sportlövészettel is. A taekwondóval az unokatestvérén keresztül ismerkedett meg. Középiskolásként egy idő után csak a taekwondóra koncentrált. Kezdőként Goszlai Gézához került, majd utána Somlai János és Sebestyén Pál foglalkozott vele.
1985-től a Veszprémi Volán taekwondózója. 1986-ban és 1987-ben az országos bajnokságon második helyezést ért el, míg 1988-ban és 2000-ben első helyezett. 1995-ben, a jugoszláv világkupákon egy első helyezést, négy második és egy harmadik helyezést szerzett. Európa-bajnokságon egyéniben és csapatban öt alkalommal lett aranyérmes, tíz-tíz esetben zárt ezüst-, illetve bronzéremmel. 1988-ban a Magyarországon rendezett világbajnokságon egyéniben és csapatban egyaránt az első helyen végzett, majd az 1991-es angliai vb-n az egyéni első helyezést szerezte meg, míg a további viadalok során két alkalommal zárt a második helyen, hat alkalommal pedig harmadik helyezést ért el. 1994-től az ELTE Főiskolai Karának tanulója testnevelés és rekreáció szakon, 1998-tól pedig a budapesti Magyar Testnevelési Egyetem hallgatója. Közben 1985 és 1988 között a SPRINT Szövetkezetnél képesített szövetkezeti könyvelőként dolgozott, majd 1994-ben testnevelő tanárként helyezkedett el a veszprémi Kereskedelmi, Vendéglátóipari és Idegenforgalmi Szakközépiskola és Szakmunkásképző Intézetben.
Veszprém mellett egy kis településen, Kádártán él férjével és két gyermekével. Sportolói pályafutását térdsérülése miatt nem folytathatta. Visszavonulása után  testnevelést oktat a Veszprémi Jendrassik-Venesz Szakközépiskolában.

## Díjai, elismerései
- Veszprém Megyéért aranyérem (1988)
- A Győzelemért emlékplakett (1988)
- Harci művészetek legeredményesebb versenyzője cím (1999)
- „Pro Meritis Erga Bonum Publicum” aranyérem (1999)
- Az év magyar taekwondózója (1993, 1994, 1997, 1998, 1999)